# ザーキ
ザーキ（Zaaki）は、オーストラリアの競走馬である。主な勝ち鞍は2021年のドゥームベンカップ、アンダーウッドステークス、2021年・2022年のマッキノンステークス、2022年オールスターマイル。

## 戦績

### 2歳（2017年）
6月3日にヤーマス競馬場の条件戦でデビューして2着。その後はパターンレースを3戦出走するも全て敗れた。

### 3歳（2018年）
4月21日のサークス競馬場の条件戦で初勝利を挙げる。
ハンデ戦3着を挟んで、6月21日のハンプトンコートステークス(G3)に出走して3着に好走した。
その後は7月13日のハンデ戦2着。8月11日のローズオブランカスターステークス(G3)は3着と好走するも、25日のストレンソールステークスは7着と大敗だった。

### 4歳（2019年）
5月1日のパラダイスステークス(L)で2勝を挙げると、6月1日のダイオメドステークス(G3)で重賞初制覇を果たす。
7月13日のサマーマイルステークス(G2)は叩き合いとなり一時は前に出るも差し返されて2着に敗戦。30日のレノックスステークス(G3)は7着と大敗した。
8月24日のストレンジソールステークス(G3)では勝利し、重賞2勝目を挙げた。
その後は9月27日のジョエルステークス(G2)ではベンバトルの圧勝を見ながら3着。12月8日の香港マイル(G1)は8着だった。

### 5歳（2020年）
6月13日のダイオメドステークス(G3)で連覇を狙うが3着。その後は3戦するも一度も勝てずに、9月16日のフォーチュンステークス(L)の7着を最後にオーストラリアに移籍した。

### 6歳（2020・21年）
移籍初戦となったのは4月10日のドンカスターマイル(G1)で6着。24日のJRAプレート(G3)では2位入線を果たすも、後に薬物検査で陽性反応が出たため失格となった。
5月8日のADホリンデイルステークス（G2）では好位追走から2.25馬身差で快勝し、移籍3戦目で重賞を制覇した。続く22日のドゥームベンカップ(G1)では抜群の手応えで2番手を追走し、直線は独走状態で7馬身差の圧勝でG1初制覇を果たした。その後は6月22日のQ22(G2)に出走し、好位から中間点で2番手に上がり、直線では余力たっぷりに1.5馬身差で完勝した。

### 7歳（2021・22年）
9月4日のトラムウェイステークス(G2)で始動し、中団追走から直線で見せ鞭に鋭く反応して4馬身ほど突き放し、最後の50mは流して重賞4連勝を達成した。
続く25日のアンダーウッドステークス(G1)では逃げる格好になるも途中で2番手に控えて直線では危なげなく2馬身差を開いて完勝し、2度目のG1制覇と重賞5連勝を果たした。
10月9日のマイトアンドパワー(G1)では単勝1.28倍の圧倒的人気を集めるが、レースではハミを噛んで頭が高めといった力みが目立ち、先頭を射程圏に入れるも直線で伸び切れずプロバビールらに交わされて3着に敗れた。次走はコックスプレート(G1)の予定だったが、感冒のため競走当日に出走を取り消した。
11月6日のマッキノンステークス(G1)では圧倒的1番人気に推され、好スタートから先頭に立って直線に入ってもリードを維持して2着カスカディアンに1.25馬身差をつけて名誉挽回を果たした。
年を跨いで3月5日のブレーミーステークス(G2)で戦線復帰し、好位から反応良く抜け出すも初戦だったためか伸びが今一つでゴール前でインスピレーショナルガール交わされ2着。続く3月19日のオールスターマイルに出走して大外枠からゲートを決めて2番手を確保し、直線に入ると残り300mで先頭に立って1.5馬身差の抜け出す横綱相撲で快勝した。
4月9日のクイーンエリザベスステークス(G1)ではG1・11勝馬ベリーエレガントや前走ローズヒルギニーを圧勝したアナモーに続く3番人気で出走。不良馬場なか逃げて、荒れた内を避けて中央から直線に入り粘り込みを図るも外ラチ沿いを通ったシンクイットオーバーに差し切られて2着に敗れた。
5月7日のADホリンデイルステークス(G2)に出走。ハナ争うを制して馬群を先導して、直線に入っても脚色は衰えず迫った2着馬を0.8馬身差で退けて、圧倒的な1番人気に応えて連覇を果たした。その後、連覇がかかったドゥームベンカップ(G1)では3着と惜敗した。
これらの活躍が評価され、2021・22豪州最優秀中距離馬に選出された。

### 8歳（2022・23年）
9月3日のトラムウェイステークス（G2）で始動して勝利を収めると、連覇がかかったアンダーウッドステークス（G1）では2番手追走から4コーナーで一旦は先頭に並びかけるも逃げ粘るアリゲーターブラッドを捕え切れず3着と惜敗。その後、マイトアンドパワー（G1）は3着、コックスプレート（G1）は4着と勝ち切れないレースが続いたが、11月5日のチャンピオンズステークス（G1）では好スタートから先手を奪うと最後の直線でも脚色は衰えず逃げ切ってG1競走4勝目を挙げた。年を跨いで、4月15日のオールエイジドステークス（G1）では好位追走から直線で抜け出しを図るもギガキックにかわされて2着に敗れた。この後、5月6日のADホリンデイルステークス（G2）を3連覇して、5月20日のドゥームベンカップ（G1）に挑むも7着に沈んだ。

### 9歳（2023・24年）
9月2日のウィンクスステークス（G1）で始動して3着と惜敗すると、続く9月16日の条件戦は2着、10月28日のコックスプレート（G1）は6着、11月11日のチャンピオンズステークス（G1）では2番手追走も直線で伸び切れず4着と勝ち切れないレースが続いた。12月9日のノーザリーステークス（G1）では2番手追走から一旦は抜け出すも伏兵ドムトゥシュートにかわされて2着に敗れ、翌2024年3月に現役を引退することを発表した。

## 血統表
| ザーキの血統                 | ザーキの血統                                | ザーキの血統                                | （血統表の出典）                            | （血統表の出典） |
| 父系                         | Blushing Groom系                            | Blushing Groom系                            | Blushing Groom系                            | [ § 2 ]          |
| 父 Leroidesanimaux 2000 栗毛 | 父の父Candy Stripes 1982 栗毛               | Blushing Groom                              | Red God                                     | Red God          |
| 父 Leroidesanimaux 2000 栗毛 | 父の父Candy Stripes 1982 栗毛               | Blushing Groom                              | Runaway Bride                               |                  |
| 父 Leroidesanimaux 2000 栗毛 | 父の父Candy Stripes 1982 栗毛               | バブルカンパニー                            | Lyphard                                     | Lyphard          |
| 父 Leroidesanimaux 2000 栗毛 | 父の父Candy Stripes 1982 栗毛               | バブルカンパニー                            | Prodice                                     |                  |
| 父 Leroidesanimaux 2000 栗毛 | 父の母Dissemble 1989 栗毛                   | Ahonoora                                    | Lorenzaccio                                 | Lorenzaccio      |
| 父 Leroidesanimaux 2000 栗毛 | 父の母Dissemble 1989 栗毛                   | Ahonoora                                    | Helen Nichols                               |                  |
| 父 Leroidesanimaux 2000 栗毛 | 父の母Dissemble 1989 栗毛                   | Kerali                                      | High Line                                   | High Line        |
| 父 Leroidesanimaux 2000 栗毛 | 父の母Dissemble 1989 栗毛                   | Kerali                                      | Sookera                                     |                  |
| 母 Kesara 2005 鹿毛          | 母の父Sadler's Wells 1981 鹿毛              | Northern Dancer                             | Nearctic                                    | Nearctic         |
| 母 Kesara 2005 鹿毛          | 母の父Sadler's Wells 1981 鹿毛              | Northern Dancer                             | Natalma                                     |                  |
| 母 Kesara 2005 鹿毛          | 母の父Sadler's Wells 1981 鹿毛              | Fairy Bridge                                | Bold Reason                                 | Bold Reason      |
| 母 Kesara 2005 鹿毛          | 母の父Sadler's Wells 1981 鹿毛              | Fairy Bridge                                | Special                                     |                  |
| 母 Kesara 2005 鹿毛          | 母の母Kaldounya 1997 芦毛                   | Kaldoun                                     | Caro                                        | Caro             |
| 母 Kesara 2005 鹿毛          | 母の母Kaldounya 1997 芦毛                   | Kaldoun                                     | Katana                                      |                  |
| 母 Kesara 2005 鹿毛          | 母の母Kaldounya 1997 芦毛                   | Minya                                       | Blushing Groom                              | Blushing Groom   |
| 母 Kesara 2005 鹿毛          | 母の母Kaldounya 1997 芦毛                   | Minya                                       | Riverqueen                                  |                  |
| 母系(F-No.)                  | 1号族(FN:F1-w)                              | 1号族(FN:F1-w)                              | 1号族(FN:F1-w)                              | [ § 3 ]          |
| 5代内の近親交配              | Blushing Groom S3×M4、Northern Dancer M3×S5 | Blushing Groom S3×M4、Northern Dancer M3×S5 | Blushing Groom S3×M4、Northern Dancer M3×S5 | [ § 4 ]          |
| 出典                         | 1. 2. 3. 4.                                 | 1. 2. 3. 4.                                 | 1. 2. 3. 4.                                 | 1. 2. 3. 4.      |